# Simona Pop
Simona Pop née Deac est une escrimeuse roumaine née le 25 décembre 1988 à Satu Mare et pratiquant l'épée. Elle est vice-championne d'Europe par équipes en 2013 et médaille de bronze par équipes aux championnats du monde 2013.

## Vie personnelle
Simona Pop se met à l'escrime au CS Satu Mare, l'un des principaux centres de l'escrime roumaine, sous la houlette de Francisc Csiszar qui restera son entraîneur pendant douze ans.
Pop a obtenu son baccalauréat option mathématiques-informatique au Collège national Mihai Eminescu de Bucarest. Elle est en licence de comptabilité et informatique de gestion à l'Université de l'Ouest Vasile Goldiș à Arad. Elle épouse en 2012 Adrian Pop, également épéiste et membre de l'équipe de Roumanie. Tous deux appartiennent à la minorité hongroise de Roumanie.

## Carrière

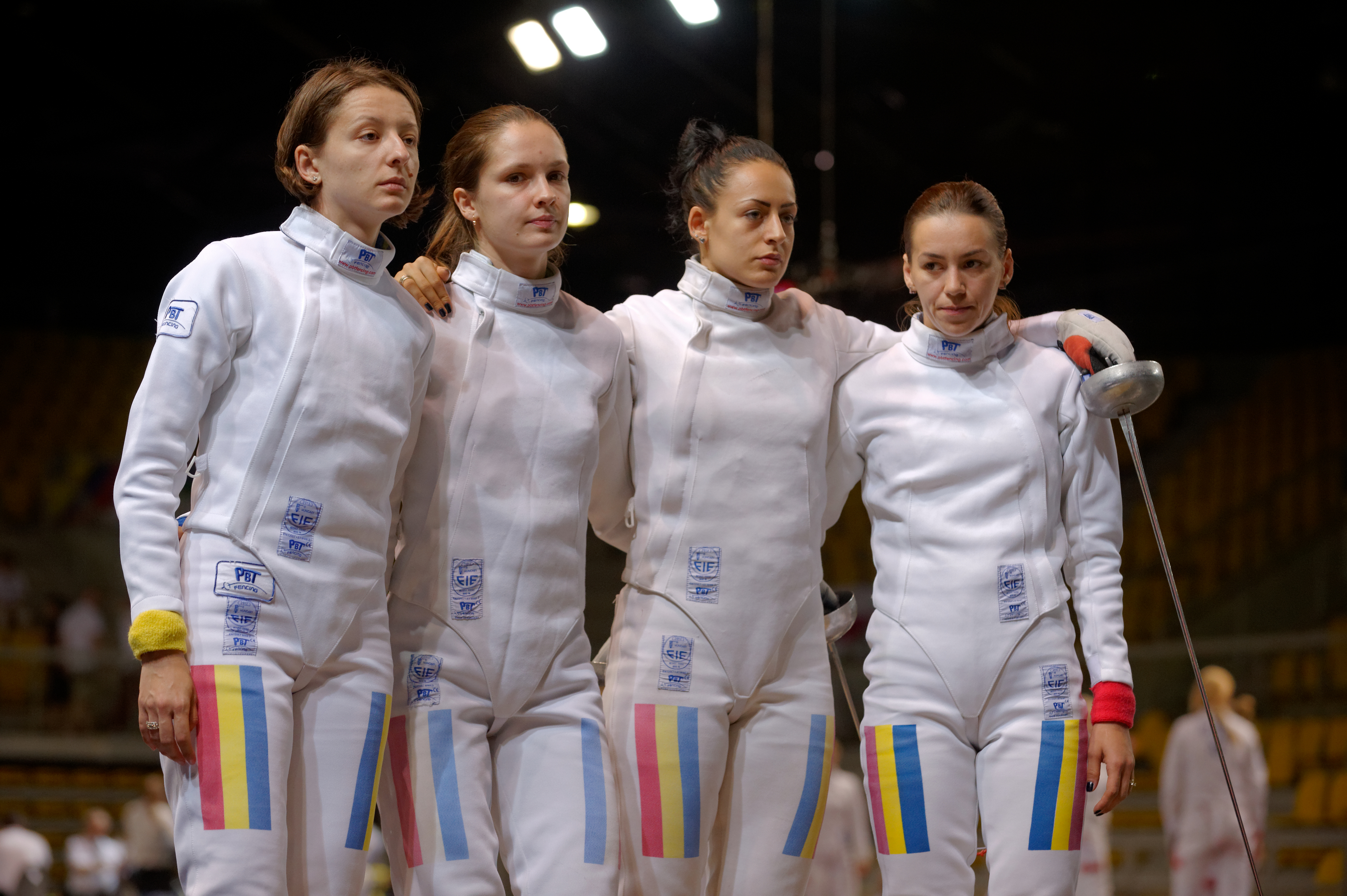
Simona Pop (deuxième en partant de la gauche) avec l'équipe roumaine aux championnats européens de 2014.

Pop remporte la médaille d'argent aux championnats du monde junior de 2008 à Acireale, puis à l'Universiade d'été de 2009 à Belgrade. Elle rejoint brièvement l'équipe nationale pendant l'absence pour maladie de la no 1 roumaine, Ana Maria Brânză, puis comme remplaçante au retour de cette dernière. Elle s'assure la place de no 2 en 2012 dans une équipe nationale en pleine recomposition après les Jeux olympiques d'été de 2012 et le départ de Simona Gherman, Anca Măroiu et Loredana Dinu.
En 2013, elle remporte le bronze par équipes au Challenge international de Saint-Maur, une épreuve de la Coupe du monde d'escrime, puis la médaille d'argent à la Coupe d'Europe des clubs avec le CSA Steaua Bucarest. Elle se classe 16e en individuel aux championnats d'Europe 2013 à Zagreb, mais décroche de nouveau l'argent par équipes. À l'Universiade d'été de 2013 à Kazan, elle parvient jusqu'aux demi-finales avant d'être battue par la Chinoise Sun Yiwen. Aux championnats du monde 2013 de Budapest, elle bat la vice-championne d'Europe Francesca Quondamcarlo avant de s'incliner en tableau de 32 face à l'Américaine Courtney Hurley. Dans la compétition par équipes, la Roumanie échoue en demi-finales face à la Russie et dispute contre la France le match pour la troisième place. Pop entre pour son dernier relais sur un score de 21-24 pour la France et rétablit la parité à 25-25 contre Auriane Mallo, permettant à son capitaine Ana Maria Brânză de conclure et remporter le match.
Elle est sélectionnée par la fédération roumaine pour disputer les Jeux olympiques de 2016. Elle prend l'une des dernières places de la compétition individuelle, battue en barrages par la Canadienne Leonora Mackinnon (10-15), mais obtient la médaille d'or par équipes avec Ana Maria Popescu, Simona Gherman et la remplaçante Loredana Dinu.